# Henrik Klausen

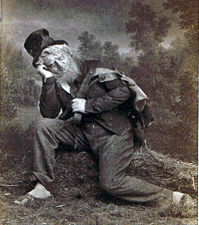
Henrik Klausen som Peer Gynt 1876.

Henrik Christian Johan Klausen, född Clausen 14 februari 1844, död 23 november 1907, var en norsk skådespelare.
Klausen var tidigare anställd vid olika landsortssällskap, från 1874 vid Kristiania teater, från 1899 vid Nationaltheatret. Klausen var en tekniskt fulländad skådespelare med fantasi, humor och temperament. Bland hans roller märks Shylock i Köpmannen i Venedig, Tartuffe, Peer Gynt och Ludestad i De ungas förbund. Klausen gjorde sig även känd som uppläsare av Peter Christen Asbjørnsen och H.C. Andersens sagor. 1875 och 1900 uppträdde han i Stockholm.

## Teater

### Roller (ej komplett)
| År   | Roll   | Produktion                              | Regi | Noter              |
| ---- | ------ | --------------------------------------- | ---- | ------------------ |
| 1900 | Gibson | Den nye bibliotekarien Gustav von Moser |      | Dramatiska Teatern |